# KV44
KV44, acrònim de l'anglès King's Valley, és una tomba egípcia de l'anomenada Vall dels Reis, situada a la riba oest del riu Nil, a l'altura de la moderna ciutat de Luxor. Està situada al nord-est de la Vall Oriental, està al sud-est de KV4 i és la veïna immediata de KV45. Va ser descoberta en 1901 per Howard Carter quan treballava per Theodore Davis.

## Situació
KV44 data de mitjans de la dinastia XVIII i no pertany a un monarca. La tomba té un pou d'entrada i una única sala on reposarien les restes de l'ocupant. Ambdues estades estan finalitzades, però com és costum en les tombes no reials de la Vall dels Reis, no està decorada.

## Excavació
Encara que en el moment del seu descobriment Carter hi va trobar restes de ceràmica i de vasos canopis, i també garlandes de flors i fins a set mòmies, tres d'elles nens, la majoria sense embenats i sarcòfags. Aquests cadàvers van ser trets en 1991 durant l'excavació de Donald P. Ryan per la Pacific Lutheran University, i en ser analitzats es va arribar a la conclusió que el més probable és que pertanyessin a un enterrament intrús de la dinastia XXII. Pel que sembla, el lloc va ser reutilitzat per almenys tres dones durant el regnat d'Osorkon I.
Es desconeix qui va ser el destinatari original de la tomba, però es contempla la possibilitat que fos el sacerdot Aanen, un important personatge del regnat d'Amenhotep III que a més era fill dels Yuya i Tuya i, per tant, germà de la reina Tiy i del faraó Ay.